# رادوستين سطانيف
رادوستين سطانيف (بالبلغارية: Радостин Станев) هو لاعب كرة قدم بلغاري في مركز حراسة المرمى، ولد في 11 يوليو 1975 في فارنا في بلغاريا. لعب مع أريس ليماسول وسسكا صوفيا وشينيك ياروسلافل وليغيا وارسو ونادي سبارتاك فارنا ونادي لوكوموتيف صوفيا.